# 클라랑스

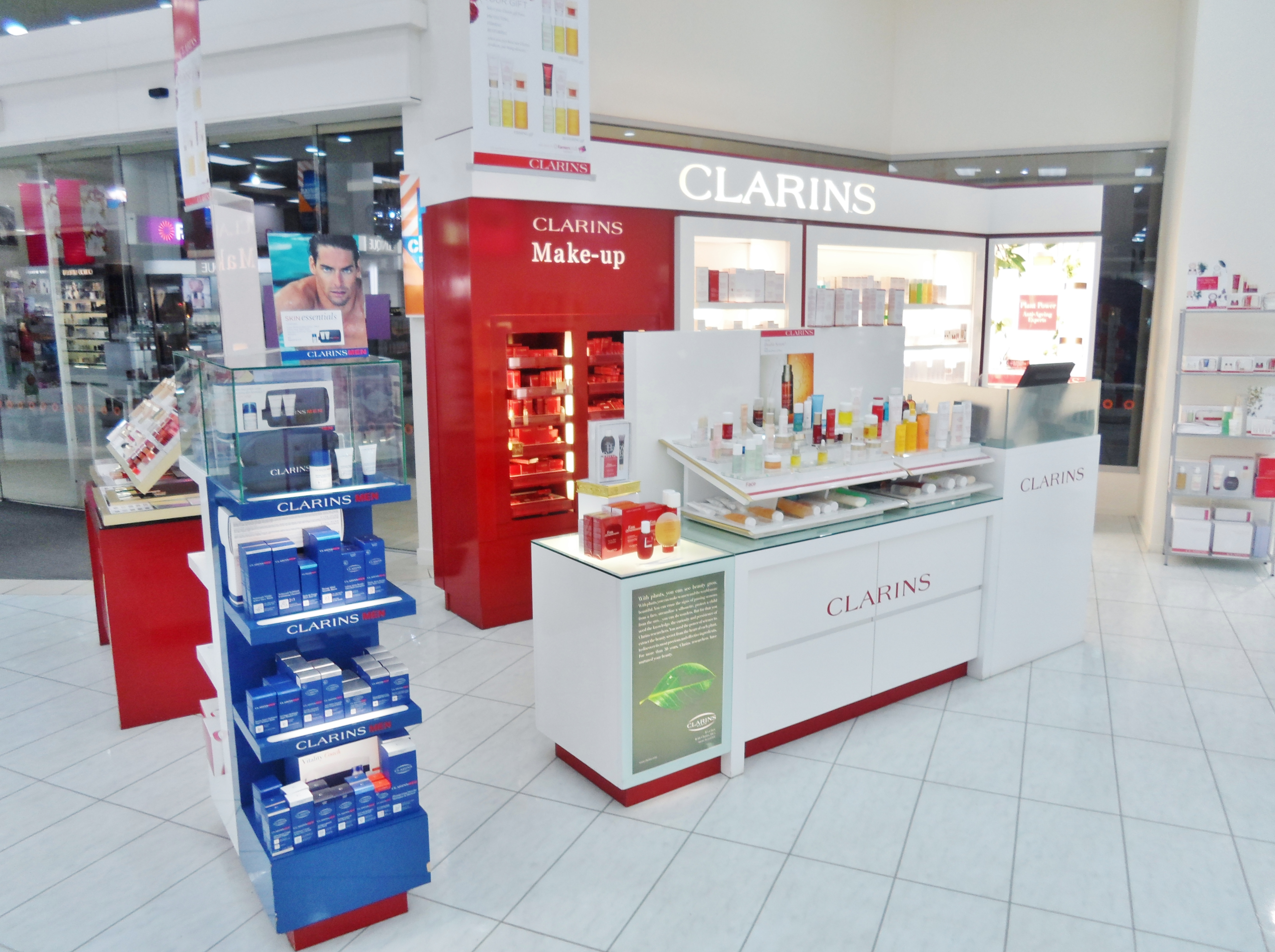
뉴질랜드 매장

클라랑스(Clarins)는 가족이 운영하는 프랑스 다국적 화장품 회사로 1954년 자크 쿠르탱-클라랭스(Jacques Courtin-Clarins)가 파리에서 설립했다. 화장품, 스킨케어, 향수 제품을 제조 및 판매하는 것 외에도 스파 및 웰빙 부문에서도 주요 기업이다.
클라랑스는 150개 이상의 국가에서 운영되고 있으며 클라랑스 및 마이 블렌드(My Blend) 브랜드를 갖춘 고급 백화점과 일부 소매점에서 구입할 수 있으며 유럽의 주요 럭셔리 스킨케어 브랜드이다. 제품의 95% 이상이 전 세계로 수출되지만 제품은 프랑스 클라란스 연구소에서 제조 및 설계된다.